# Bernhard Schaede
Bernhard Schaede (* 15. Oktober 1855 in Lotzin, Kreis Niederbarnim, Provinz Brandenburg; † 5. April 1943 in Berlin) war ein deutscher Architekt.

## Leben

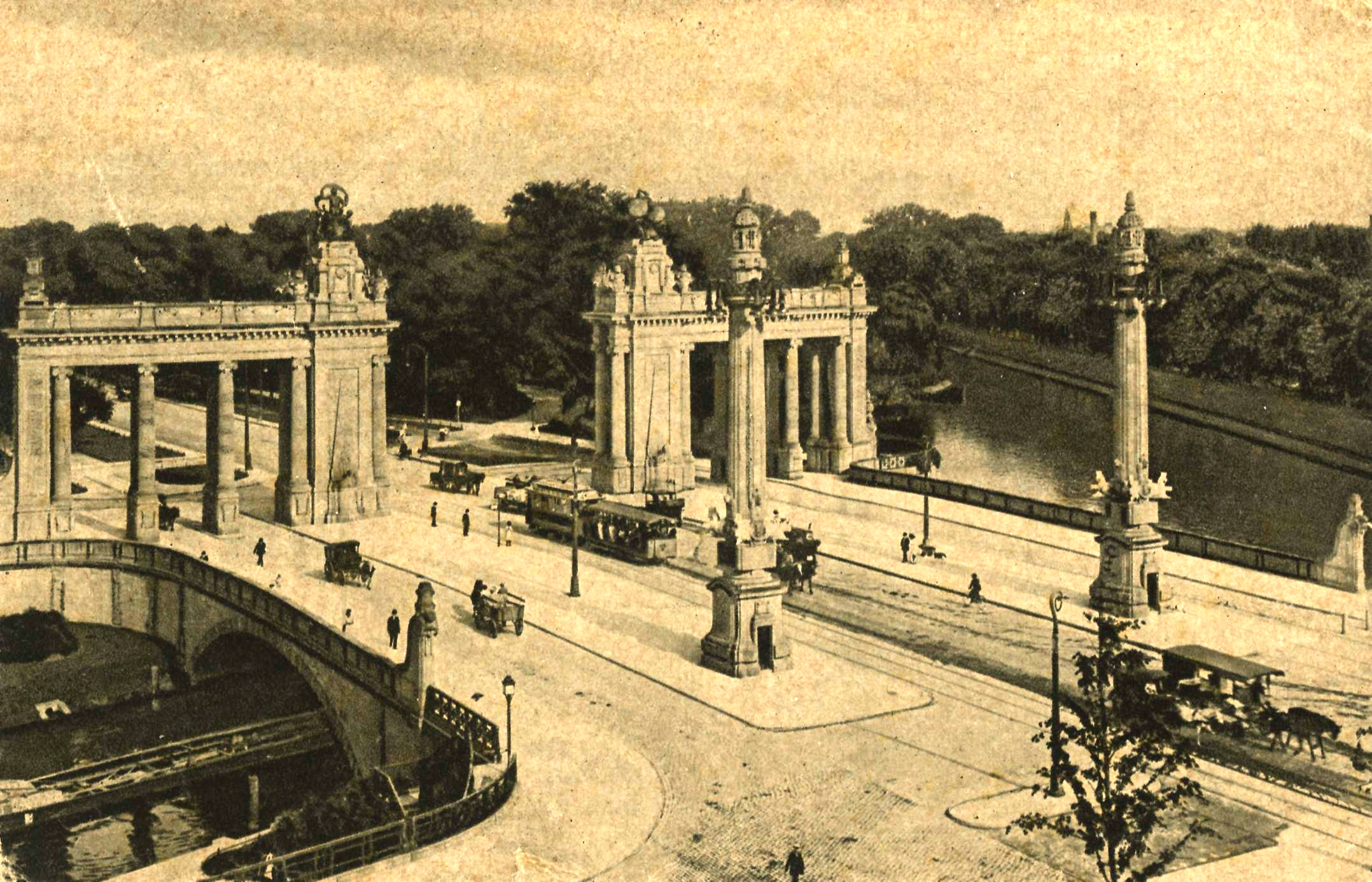
Charlottenburger Tor und Charlottenburger Brücke, Aufnahme um 1908

1876 trat Schaede als Mitarbeiter in das Architekturbüro Kyllmann & Heyden ein. Später arbeitete er bei Ernst von Ihne und Paul Wallot (ab 1893). Seinen Wettbewerbsentwurf für das Kaiser-Wilhelm-Nationaldenkmal stellte er 1891 auf der Internationalen Kunst-Ausstellung des Vereins Berliner Künstler in Berlin aus. 1895 errang er den zweiten Platz im ersten Wettbewerb um das Völkerschlachtdenkmal bei Leipzig, den der Deutsche Patriotenbund ausgeschrieben hatte. Für den Ausstellungssaal der Arbeiterwohlfahrtseinrichtungen im „Deutschen Haus“ auf der Weltausstellung Paris 1900 entwarf er als Wanddekoration eine Allegorie, „eine künstlerische Verklärung der Wirtschaftspolitik, die den Ausgleich zwischen Kapitalismus und Arbeit vorzubereiten trachtet.“ 1906 lieferte er die Entwürfe für die Kaiserdammbrücke, 1907/1908 für das Charlottenburger Tor und 1904–1909 für die Charlottenburger Brücke. Für den Charlottenburger Immobilienunternehmer Alfred Schrobsdorff entwarf er bis 1907 dessen Villa an der Ecke Ahornallee 22–24 / Klaus-Groth-Straße 9–11 in Berlin-Westend. Auch unterrichtete Schade ab dem Schuljahr 1896/1897 am Kunstgewerbemuseum Berlin. Er war Mitglied des Architekten-Vereins zu Berlin sowie der Vereinigung Berliner Architekten und wohnte um 1880 in der Luckenwalder Straße 10 (Friedrichshain-Kreuzberg), um 1885 am Kronprinzenufer 21 (Mitte), 1890 in der Blumenthalstraße 6 und um 1900 in der Kaiser-Friedrich-Straße 92 (beide Tempelhof-Schöneberg). 1903 wurde ihm der Titel Professor verliehen.